# Єгуда (Тернопіль)

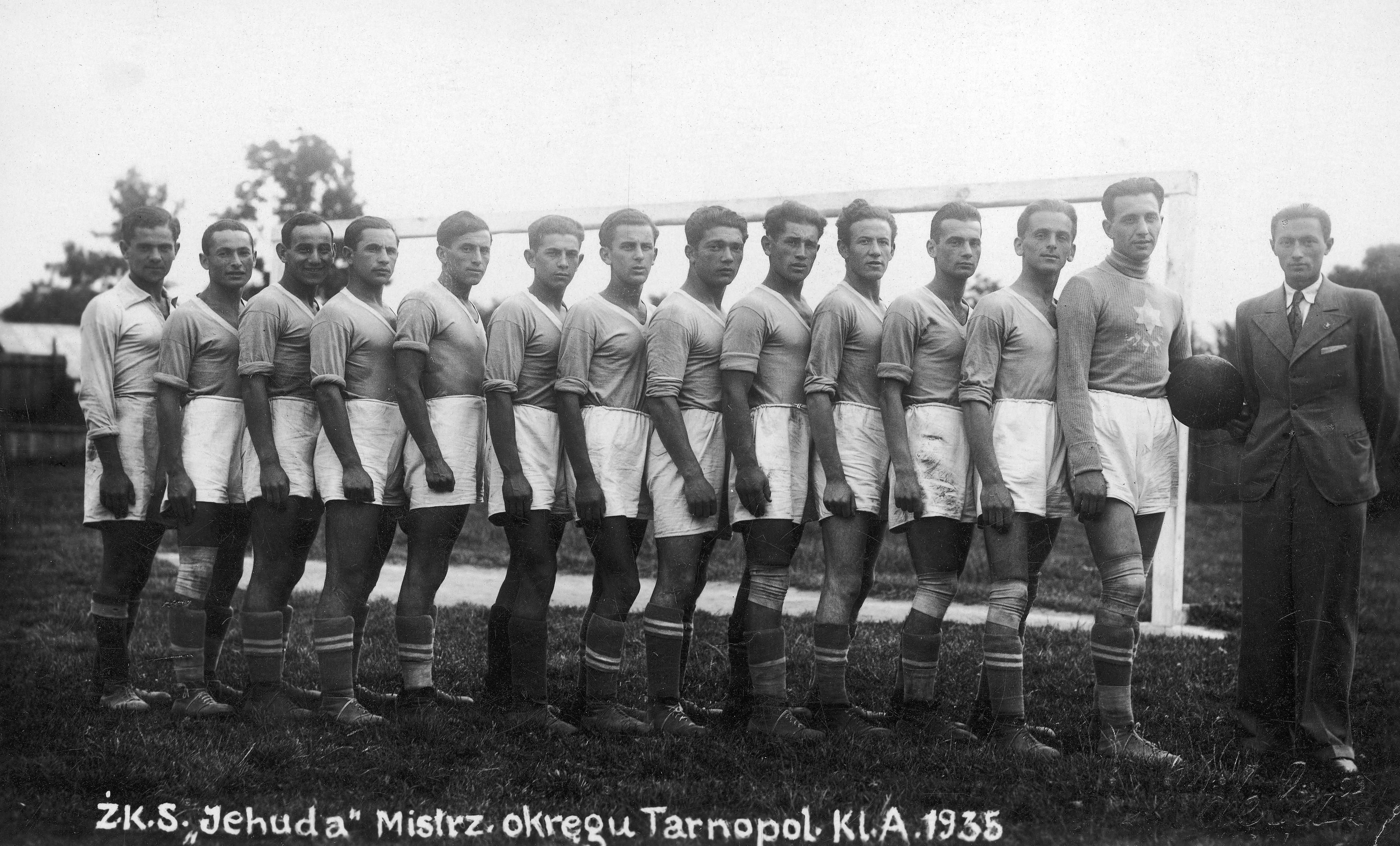
Футбольна команда «Єгуди» (1935)

Жидівський клуб спортовий «Єгуда» («Егуда») Тернопіль (пол. Żydowski Klub Sportowy «Jehuda» Tarnopol) — єврейський спортивний клуб з Тернополя, що діяв у 1910—1939 роках. Працювали секції велоспорту, футболу, хокею з шайбою. 1939-го клуб ліквідувала радянська влада.

## Історія
Клуб почався з футбольної команди «Єгуда», яку створили влітку 1910 року на канікулах євреї-учні I гімназії та середніх шкіл Тернополя.

### Футбол
«Єгуда», як і інші тернопільські клуби, входив до Львівського окружного футбольного союзу. Місця за сезонами:
- 1921 — клас C, група Тернопіль: 5 місце
- 1922 — клас C, група Станиславів: 2 місце
- 1923 — клас C: 1 місце
- 1925 — клас B, група Станиславів—Тернопіль: 4 місце
- 1927 — клас B, група Тернопіль: 2 місце
- 1928 — клас B, група Тернопіль: 3 місце
- 1929 — клас B, група Тернопіль: 1 місце
- 1930 — клас B, група Тернопіль: 2 місце
- 1931 — клас B, група Тернопіль: 3 місце
- 1932 — клас B, група Тернопіль: 2 місце
- 1933 — клас B, група Тернопіль: 3 місце

1934 року створено Львівську окружну лігу (розширено колишній клас A), а з сезону 1936/37 колишній клас «B» (територіальні групи) остаточно перейменовано на клас «A»:
- 1934 — клас B, група Тернопіль: 4 місце
- 1935 — клас A, група Тернопіль: 1 місце
- 1936 — клас B, група Тернопіль: 3 місце
- 1936/37 — клас A, група Тернопіль: 5 місце
- 1937/38 — клас A, група Тернопіль: 1 місце
- 1938/39 — клас A, група Тернопіль: 3 місце

Найкраще команда виступила в першостях 1929, 1935 і 1937/38, коли «Єгуда» перемагав у змаганнях своєї групи, але щоразу поступався в турнірі за вихід до найвищої окружної ліги клубам з інших груп.